# Diana Dill

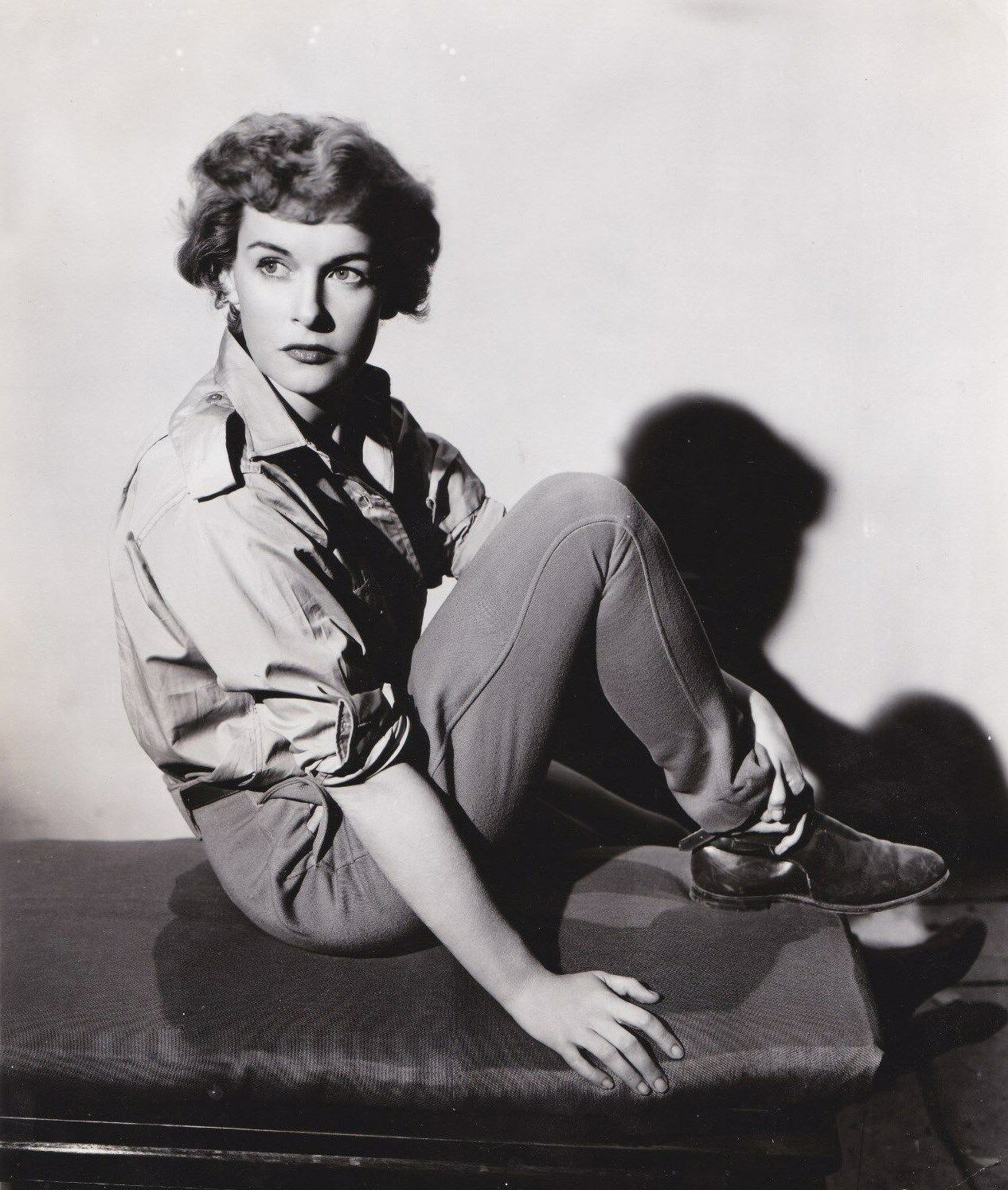
Diana Dill (1950)

Diana Love Dill (* 22. Januar 1923 im Devonshire Parish, Bermuda; † 3. Juli 2015 in Los Angeles, Kalifornien) war eine US-amerikanische Schauspielerin, die durch Ehen auch die Namen Diana Douglas, Diana Douglas Darrid und Diana Douglas Webster trug.

## Leben
Diana Dill wurde in Bermuda geboren, wo ihr Vater Thomas Melville Dill Abgeordneter, Generalstaatsanwalt und Kommandeur der Bermuda Militia Artillery (heute ein Teil des Bermuda Regiments) war.
Einen ersten kurzen Filmauftritt hatte Diana Dill 1942 in George Cukors Film Hüter der Flamme neben Spencer Tracy und Katharine Hepburn. Sie blieb jedoch zunächst nur auf kleinere Rollen festgelegt. Größere Rollen folgten dann ab Ende der 1940er Jahre, unter anderem in John Sturges’ The Sign of the Ram oder Joseph L. Mankiewicz’ Blutsfeindschaft. Ihre erste Hauptrolle übernahm sie 1952 in Andrew Martons Sturm über Tibet an der Seite von Rex Reason. Seit Mitte der 1950er Jahre war Dill überwiegend im Fernsehbereich tätig. So hatte sie Gastauftritte in Serien wie Gnadenlose Stadt, Flipper, Kung Fu, Cannon, Zeit der Sehnsucht, Die Waltons, Unter der Sonne Kaliforniens, CHiPs, Remington Steele, Cagney & Lacey, Dallas oder Der Denver-Clan und Die Straßen von San Francisco. Ihre letzte Rolle spielte sie 2008 in der Fernsehserie Emergency Room – Die Notaufnahme. Ihre Filmografie umfasst mehr als 75 Film- und Fernsehproduktionen.
Dill war von 1943 bis 1951 in erster Ehe mit Kirk Douglas verheiratet, den sie während des Schauspielstudiums kennenlernte. Aus der Ehe gingen die beiden Söhne Michael Douglas und Joel Douglas hervor. Gemeinsam mit Kirk, Michael und ihrem Enkel Cameron Douglas drehte Dill 2003 den Film Es bleibt in der Familie. Seit 1956 war sie mit Bill Darrid bis zu dessen Tod 1992 verheiratet. 2002 heiratete sie in dritter Ehe Donald Albert Webster. Sie starb am 3. Juli 2015 im Alter von 92 Jahren an den Folgen einer Krebserkrankung.

## Filmografie (Auswahl)
- 1942: Die ganze Wahrheit (Keeper of the Flame)
- 1947: The Late George Apley
- 1948: The Sign of the Ram
- 1949: Blutsfeindschaft (House of Strangers)
- 1951: The Whistle at Eaton Falls
- 1952: Sturm über Tibet (Storm Over Tibet)
- 1955: Zwischen zwei Feuern (The Indian Fighter)
- 1959: Gnadenlose Stadt (Naked City, Fernsehserie, 2 Folgen)
- 1964: Flipper (Fernsehserie, Folge 1x11 Flipper und das kranke Mädchen)
- 1970: Loving
- 1970–1973: Love is a Many Splendored Thing (Fernseh-Seifenoper, wiederkehrende Rolle)
- 1973: Owen Marshall – Strafverteidiger (Owen Marshall, Fernsehserie, Folge 3x01)
- 1973: Kung Fu (Fernsehserie, Folge 2x07 Caine und der Bund der Tong)
- 1974: Die Straßen von San Francisco (The Streets of San Francisco, Fernsehserie, Folge 2x16 Die Hellseherin)
- 1974: Die Cowboys (The Cowboys, Fernsehserie, 12 Folgen)
- 1974: Cannon (Fernsehserie, Folge 4x07 Der Rächer seines Bruders)
- 1975: Barnaby Jones (Fernsehserie, Folge 4x01)
- 1977: Ein anderer Mann – eine andere Frau (Another Man, Another Chance)
- 1977: Unerfüllte Träume (Mary White, Fernsehfilm)
- 1977, 1982: Lou Grant (Fernsehserie, 2 Folgen)
- 1977–1982: Zeit der Sehnsucht (Days of Our Lives, Fernseh-Seifenoper, wiederkehrende Rolle)
- 1978: Feuer aus dem All (A Fire in the Sky, Fernsehfilm)
- 1979: Roots – Die nächsten Generationen (Roots: The Next Generations, Miniserie, Folge 1x04)
- 1979: Die Waltons (The Waltons, Fernsehserie, 3 Folgen)
- 1979–1980: General Hospital (Fernsehserie, 3 Folgen)
- 1980: The Life and Times of Eddie Roberts (Fernsehserie, 7 Folgen)
- 1980: Unter der Sonne Kaliforniens (Knots Landing, Fernsehserie, 2 Folgen)
- 1981: CHiPs (Fernsehserie, Folge 4x18 Fliegerjäger)
- 1981: King Kobra (Jaws of Satan)
- 1981–1984: Der Denver-Clan (Dynasty, Fernsehserie, 3 Folgen)
- 1982: Remington Steele (Fernsehserie, Folge 1x02)
- 1983: Cagney & Lacey (Fernsehserie, Folge 2x20)
- 1983: Ein Richter sieht rot (The Star Chamber)
- 1983: Dallas (Fernsehserie, Folge 7x03 Eine Falle für Pam)
- 1984: Agentin mit Herz (Scarecrow and Mrs. King, Fernsehserie, Folge 1x13)
- 1985–1986: The Paper Chase (Fernsehserie, 11 Folgen)
- 1986: Hardcastle & McCormick (Hardcastle and McCormick, Fernsehserie, Folge 3x14)
- 1987: Die Schöne und das Biest (Beauty and the Beast, Fernsehserie, Folge 1x08)
- 1987: Ein Ticket für Zwei (Planes, Trains and Automobiles)
- 1993: Die Verschwörer (Dark Justice, Fernsehserie, Folge 3x17)
- 2003: Es bleibt in der Familie (It Runs in the Family)
- 2004: The West Wing – Im Zentrum der Macht (The West Wing, Fernsehserie, Folge 5x10 Lincolns Erben)
- 2007: Cold Case – Kein Opfer ist je vergessen (Cold Case, Fernsehserie, Folge 5x04 Teufelsmusik)
- 2008: Emergency Room – Die Notaufnahme (ER, Fernsehserie, Folge 15x07 Arzt, heile Dich selbst)